# Welsh League Cup 2023-2024
La Welsh League Cup 2023-24, anche nota come Nathaniel MG Cup 2023-2024 per motivi di sponsorizzazione, è stata la 32ª edizione della Coppa di lega del Galles, iniziata il 21 luglio 2023 e terminata il 20 gennaio 2024 con la finale. Il Bala Town era la squadra campione in carica.
Il titolo è stato vinto dal The New Saints, che ha conquistato la sua decima coppa di lega sconfiggendo in finale lo Swansea City.

## Squadre partecipanti
Alla competizione partecipano le seguenti squadre:
- Le 12 squadre di Welsh Premier League
- Le 16 squadre di Cymru North
- Le 16 squadre di Cymru South
- Swansea City e Cardiff City, militanti nel campionato inglese.[1]

## Primo turno
Il sorteggio per il primo turno è stato effettuato il 27 giugno 2023.
| Squadra 1               | Risultato       | Squadra 2              |
| ----------------------- | --------------- | ---------------------- |
| 21 luglio 2023          |                 |                        |
| Chirk A.A.A.            | 0 − 1           | Denbigh Town           |
| Ruthin Town             | 3 − 2           | Llandudno              |
| Baglan Dragons          | 1 − 3           | Afan Lido              |
| Abergavenny Thursdays   | 0 − 2           | Briton Ferry Llansawel |
| Cambrian & Clydach Vale | 2 − 2 (3-4 dtr) | Cardiff City           |
| Llanelli Town           | 1 − 0           | Pontardawe Town        |
| 22 luglio 2023          |                 |                        |
| Buckley Town            | 2 − 1           | Mold Alexandra         |
| Holywell Town           | 2 − 3           | Bangor City            |
| Porthmadog              | 4 − 2           | Llanidloes Town        |
| Caersws                 | 1 − 3           | Guilsfield             |
| Carmarthen Town         | 0 − 4           | Swansea City           |
| Cwmbran Celtic          | 2 − 2 (0-3 dtr) | Taff's Well            |
| Goytre Utd              | 1 − 2           | Llantwit Major         |
| 22 luglio 2023          |                 |                        |
| Ammanford               | 2 − 0           | Abertillery Bluebirds  |

## Secondo turno
| Squadra 1              | Risultato       | Squadra 2           |
| ---------------------- | --------------- | ------------------- |
| 4 agosto 2023          |                 |                     |
| Ruthin Town            | 0 − 4           | Bala Town           |
| Prestatyn Town         | 1 − 1 (4-1 dtr) | Flint Town Utd      |
| Caernarfon Town        | 2 − 2 (2-4 dtr) | Porthmadog          |
| Briton Ferry Llansawel | 3 − 1           | Llantwit Major      |
| Llanelli Town          | 1 − 4           | Pontypridd          |
| Penybont               | 1 − 1 (4-5 dtr) | Afan Lido           |
| 5 agosto 2023          |                 |                     |
| Bangor City            | 0 − 3           | Gresford Athletic   |
| Buckley Town           | 3 − 0           | Denbigh Town        |
| Colwyn Bay             | 5 − 0           | Airbus UK Broughton |
| The New Saints         | 2 − 1           | Connah's Q.N.       |
| Newtown                | 1 − 1 (3-4 dtr) | Guilsfield          |
| Barry Town Utd         | 1 − 2           | Aberystwyth Town    |
| Swansea City           | 3 − 1           | Caerau (Ely)        |
| Taff's Well            | 0 − 3           | Cardiff MU          |
| Trefelin               | 2 − 2 (2-4 dtr) | Ammanford           |
| 6 agosto 2023          |                 |                     |
| Haverfordwest County   | 0 − 4           | Cardiff City        |

## Terzo turno
| Squadra 1         | Risultato       | Squadra 2         |
| ----------------- | --------------- | ----------------- |
| 19 settembre 2023 |                 |                   |
| Buckley Town      | 0 − 1           | Gresford Athletic |
| Guilsfield        | 1 − 0           | Bala Town         |
| The New Saints    | 4 − 1           | Porthmadog        |
| Afan Lido         | 0 − 4           | Cardiff MU        |
| Ammanford         | 0 − 1           | Briton Ferry      |
| Swansea City      | 1 − 1 (5-3 dtr) | Cardiff City      |
| Aberystwyth Town  | 0 − 1           | Pontypridd        |
| 3 ottobre 2023    |                 |                   |
| Prestatyn Town    | 2 − 2 (4-1 dtr) | Colwyn Bay        |

## Quarti di finale
| Squadra 1        | Risultato       | Squadra 2         |
| ---------------- | --------------- | ----------------- |
| 23 ottobre 2023  |                 |                   |
| Swansea City     | 6 − 0           | Briton Ferry      |
| 24 ottobre 2023  |                 |                   |
| The New Saints   | 9 − 0           | Gresford Athletic |
| 25 ottobre 2023  |                 |                   |
| Guilsfield       | 1 − 1 (3-0 dtr) | Prestatyn Town    |
| 19 dicembre 2023 |                 |                   |
| Cardiff MU       | 1 − 0           | Pontypridd        |

## Semifinali
| Squadra 1      | Risultato       | Squadra 2      |
| -------------- | --------------- | -------------- |
| 3 gennaio 2024 |                 |                |
| Swansea City   | 0 − 0 (5-4 dtr) | Cardiff MU     |
| 9 gennaio 2024 |                 |                |
| Guilsfield     | 0 − 2           | The New Saints |

## Finale
| Arbitro: | Mark Petch |

|                                                       |           |           |
| Brobbel 7’ Pask 19’ Young 50’ Cieślewicz 90+1’, 90+3’ | Marcatori | 58’ Lloyd |